# Джон I де Баллиол
Джон (I) де Баллиол (англ. John de Balliol; до 1208 — незадолго до 27 октября 1268) — 5-й барон Барнард-Касла с 1228 года, шотландский государственный деятель и меценат.

## Биография
Джон де Баллиол принадлежал к знатному шотландскому роду англо-нормандского происхождения — дому Баллиол. Родился в семье барона Хью де Баллиола, барона Баллиола и владетеля Барнард Кастла и Гайнфорда (ок. 1177 — 2 февраля 1229), и Сесилии де Фонтене, дочери Олёра, лорда де Фонтене де Лонгр-ле-Корпс-Сенс.
В 1233 году он вступает в брак с кельто-шотландской аристократкой Дерворгилой, представительницей правящего рода в графстве Галлоуэй на юго-западе Шотландии. Джон и Дерворгила — родители шотландского короля Иоанна I.
При поддержке епископа Даремского в 1263 году Джон де Баллиол основывает колледж Баллиол в Оксфордском университете.
Джон умер незадолго до 27 октября 1268 года.
После смерти Джона устройством дел колледжа занималась его вдова, выделившая средства для его нужд и сформулировавшая в 1282 году его «статуты» (полномочия, задачи и права).

## Брак и дети
Жена: с 1233 Дерворгила Галлоуэйская (ум. 28 января 1290), дочь Алана, барона Галлоуэя, и Маргариты Хантингтонской. Дети:
- сэр Хью Баллиол (ок. 1237/1240 — до 10 апреля 1271), 6-й барон Боуэлл с 1268
- Алан Баллиол (ум. 1271/1278), 7-й барон Боуэлл с 1271
- Александр Баллиол (ум. до 13 ноября 1278)
- Джон (II) Баллиол (ок. 1250 — 4 марта 1314/4 января 1315), 8-й барон Баллиол с 1271/1278, король Шотландии (Иоанн I) в 1292—1296
- Сесилия Баллиол (ум. до 10 апреля 1273); муж: Джон де Бург и Уэкерли (ум. до 3 марта 1279)
- Ада Баллиол (ум. после 27 декабря 1283); муж: с 15 мая 1266 Уильям Линдси из Лэмбертона (1250—1283)
- Алиенора (Мари, Марджори) Баллиол; муж: Джон Комин «Чёрный» из Баденоха (ум. 1302)